# Municipalismo
O municipalismo consiste em uma ideologia política que objetiva oferecer maior autonomia aos municípios, atendendo especialmente à organização e prerrogativas das cidades, por meio de uma descentralização da administração pública.
Os partidários dessa linha de pensamento costumam salientar a importância da cidade, uma vez que é nesse espaço onde se vive e se trabalha. Enxergam a cidade como sendo o mundo real, enquanto que a Federação seria uma instituição abstrata e alienada à prestação de serviços governamentais.
No Brasil foi defendido pela Ação Integralista Brasileira (AIB), de Plínio Salgado e pelo Patrianovismo de Veiga dos Santos. Mas extraordinariamente repelido na Era Vargas conforme a formação castilhista tecnocrata de Getúlio Vargas- ao que seu regime enaltecia um culto à autoridade central do Estado. Na Nova República é defendido por figuras como José Serra, um dos criadores do plano Cruzado, e Alckmin, ex-governador de São Paulo.
Principais apoiadores do municipalismo no Brasil
| Nome                     | Partido      | Notas                |
| ------------------------ | ------------ | -------------------- |
| Aécio Neves              | PSDB         | [ 6 ] [ 7 ] [ 8 ]    |
| Aline Gurgel             | Republicanos | [ 9 ] [ 10 ]         |
| Domingos Sávio           | PSDB         | [ 11 ] [ 12 ] [ 13 ] |
| Eduardo Jorge            | PV           | [ 14 ] [ 15 ]        |
| Geraldo Alckmin          | PSB          | [ 16 ] [ 17 ]        |
| João Doria               | sem partido  | [ 18 ] [ 19 ]        |
| Plínio Salgado           | AIB          | [ 20 ] [ 21 ]        |
| Arlindo Veiga dos Santos | AIPB         | [ 22 ]               |

## Municipalismo Libertário
Em meados de 1990 Murray Bookchin fundou o municipalismo libertário (Libertarian Municipalism).